# 榎尾義男
榎尾 義男（えのお よしお、1902年9月1日 - 1989年）は、日本の海軍軍人。海兵51期。最終階級は海軍大佐。

## 経歴
1902年、広島県双三郡川地村（現三次市）の農家に生まれる。旧制三次中を経る。1920年8月26日海軍兵学校第51期入学、1923年7月14日、海軍兵学校51期を255名中13番で卒業。1933年12月1日、海軍大学校甲種33期に入学、1935年11月卒業。成績は本来恩賜の軍刀に値するものであったが席次を引き下げられている。教官であった高木惣吉は当時の海大首脳の理不尽な指示があったことを指摘している。
1936年12月「有明」駆逐艦長。1937年12月呉鎮守府参謀。1940年1月15日駐仏武官補佐。
1941年12月太平洋戦争勃発。1942年1月6日第六水戦参謀。アドミラルティ諸島掃討のためのラバウル出発準備で、榎尾は松永敬介中佐とともにラバウル攻略部隊指揮官に対し、なるべくすみやかに敵空襲部隊の中継基地であるガスマタの攻略を必要とするので準備をいかんなくするため中止すべきと進言して認められた。
1942年6月15日軍令部一課。1943年11月22日軍令部作戦班長。
1944年6月27日軍令部一部作戦研究において榎尾は、海陸軍航空兵力の合一運用を強く主張した。榎尾によれば「マリアナ沖海戦までは海軍独自の戦力で東正面の海上作戦は一応遂行できるとの考えで各作戦を計画した。しかし、その後はどのようにして陸軍兵力特に航空兵力を東正面の海上作戦に引き出せるかが海軍部の最大の関心事になった」という。7月4日海軍は陸軍に航空兵力統合運用、部長を海軍から課長を陸軍から出す指導部の設置を提案した。参謀次長後宮淳大将は航空兵力を太平洋方面に集中する方針に同意するが、海軍のやり方に不満があり、海軍側に委ねることには不同意の意向を示した。これに対し榎尾は制海権と制空権の必要性を説いた。
1944年12月に小沢治三郎中将がPX作戦を発案した。いわゆる細菌戦であるが、榎尾が主務者とされた。榎尾が指揮し、細菌を保有するネズミや蚊を人口が密集する米本土西岸にばらまき生物災害を引き起こす作戦内容であった。機材として航空機2機を搭載する伊四〇〇型潜水艦を使用する計画ではあったが海軍に細菌研究がなかったため、参謀本部作戦課長の服部卓四郎大佐が陸軍側の担当者となり陸軍の石井四郎軍医中将の協力を得て陸海軍の共同計画とされ、人体実験を含む研究が進められた。1945年3月26日海軍上層部は作戦決行に合意したが、陸軍参謀総長であった梅津美治郎大将が「細菌を戦争に使えば、それは日米戦という次元のものから、人類対細菌といった果てしない戦いになる。人道的にも世界の冷笑を受けるだけだ」といって反対し、「アメリカに対する細菌戦は全人類に対する戦争に発展する」との考えから作戦は中止された。
この件に関して戦後しばらく関係者の沈黙が続いたが、のちに榎尾が新聞で経緯を語った。
1945年1月20日出仕兼部員。1945年5月29日701空司令。
終戦時、1945年8月18日軍令部一部長富岡定俊少将は、皇統護持作戦の一環として701空司令榎尾大佐に地下組織の結成を命じる。23日701空解散後、榎尾は約3800人で橘殉皇隊を結成。天皇、国体に危険が迫ったとき決起してゲリラ戦に移ることを目的とし、全国12地区に分け支部長を置いて暗号通信の準備も行う。情勢の好転で自然消滅した。
1947年11月28日、公職追放の仮指定を受けた。後に帰郷して農業を続けた。三次市教育委員会の委員長も務めた。1989年死去。